# Bar Hebraeus
Pour les articles homonymes, voir Bar.
Gregorios bar 'Ebroyo, né en 1226 près de Mélitène, mort en 1286 à Maragha dans l'Azerbaïdjan iranien), de son nom arabe Abou al-Faradg Gamal al-Din ibn al-'Ebray et dit en Occident Bar Hebraeus ou Abulfarage (en latin : Abulfaragius),  est un historien, un médecin, chroniqueur et un philosophe syriaque de religion chrétienne, évêque jacobite, écrivain de langue syriaque.

## Contexte
Après Yahya ibn Adi, la philosophie syriaque est entrée dans un sommeil apparent. La politique de traduction des textes d'Aristote et d'acculturation philosophique et scientifique menée sous les premiers califes abbassides étant achevée, les chrétiens ont cessé de produire pour la cour. Ce changement extérieur a cependant favorisé un retour limité vers la langue et la pratique religieuse des chrétiens monophysites.
Au XIIe siècle, le jacobite Dionysius Bar Salibi (mort le 2 novembre 1171) est célèbre pour ses commentaires aristotéliciens : commentaire de l'Isagogue de Porphyre ainsi que des Catégories, du De Interpretatione et des Analytiques d'Aristote (le commentaire sur les Analytiques est de 1148).

## Biographie
Bar Hebraeus était le quatrième fils du médecin Haroun bin Tuma de Mélitène, appartenant à l'Église chrétienne jacobite ; son nom de baptême était Jean. La ville appartenait à l'époque au sultanat de Roum. Le jeune Jean étudia très tôt la médecine sous la direction de son père. En 1243, Mélitène fut investie par les troupes mongoles du général Baïdju ; elle se rendit, fut mise au pillage, paya tribut et fut placée sous l'administration d'un gouverneur représentant le Grand Khan Güyük. Yasa'ur, l'officier mongol qui avait dirigé la prise de la ville, tomba malade et fut guéri par le médecin Haroun. Reconnaissant, il autorisa ce dernier et sa famille à émigrer à Antioche, capitale d'une principauté franque gouvernée par Bohémond V.
Le jeune Jean poursuivit ses études, d'abord à Antioche, ensuite à Tripoli, ville de la principauté, auprès d'un professeur nommé Jean le Nestorien. Ses études portaient principalement sur la théologie et la médecine, mais aussi sur la philosophie et les sciences du quadrivium.
De retour à Antioche, il revêtit l'habit monacal. En 1246, âgé de vingt ans, il fut ordonné prêtre de l'Église jacobite, puis, le 14 septembre, consacré évêque de Goubos, près de Mélitène, par le patriarche Ignace III. Ce fut à l'occasion de cette consécration qu'il adopta le prénom de Grégoire. En 1247, il fut transféré au siège épiscopal de Lacabène, dans la même région.
En 1252, à la mort d'Ignace III, l'Église jacobite subit un schisme : contre le parti de Bar Madani (reconnu patriarche par la tradition sous le nom de Jean XII), Bar Hebraeus choisit celui de Mar Denys. Ce dernier le nomma archevêque d'Alep, mais la communauté jacobite de la ville ayant pris le parti de Bar Madani, il ne put exercer son ministère. Il dut quitter Alep et se réfugia au monastère de Bar Sauma, non loin de Mélitène, où résidait aussi l'anti-patriarche. En 1258, il put prendre possession de son siège d'Alep. En janvier 1260, la ville fut investie par une armée mongole commandée par Houlagou Khan. Bar Hebraeus se rendit dans le camp de celui-ci pour implorer sa clémence ; il fut d'abord emprisonné, puis relâché. Alep capitula le 25 janvier, mais le 3 septembre de la même année, les Mongols furent vaincus par les Mamelouks à la bataille d'Aïn Djalout et durent se replier vers l'est.
Cependant Bar Hebraeus noua des liens avec Houlagou et son épouse Doqouz Khatoun, une chrétienne nestorienne. En 1263, il soigna l'Ilkhan malade et devint probablement son médecin personnel. En 1264, il fut nommé maphrien, dignité dont le siège se trouvait à Mossoul, en territoire mongol. Il fut consacré par le patriarche Ignace IV à Sis, capitale du royaume arménien de Cilicie, en présence du roi Héthoum Ier, du catholicos arménien Constantin Ier et de nombreux dignitaires. Il devait assumer la charge de maphrien jusqu'à sa mort.
Houlagou avait installé sa capitale d'été à Maragha, non loin du lac d'Ourmiya. Bar Hebraeus y passa une bonne partie du reste de sa vie et devait d'ailleurs y mourir. Ce fut alors un foyer culturel très renommé, célèbre pour son observatoire installé en 1259 où officia l'astronome Nasir al-Din at-Tusi, et pour sa bibliothèque de 40 000 volumes. Bar Hebraeus fit lui-même partie des savants du palais : il donna en 1268 un cours sur Euclide, en 1273 un autre sur Ptolémée. Il vécut aussi à Tabriz, où Abaqa, successeur d'Houlagou, avait développé l'administration de l'Ilkhanat. D'autre part, il voyageait beaucoup en Mésopotamie et en Perse, qui constituaient la circonscription du maphrien, et entretenait de bons rapports avec la hiérarchie nestorienne. À sa mort, le 29 juillet 1286 à Maragha, le catholicos nestorien Yahballaha III (prélat d'origine öngüt) assista à ses funérailles. Il fut inhumé dans le monastère Mor Mattay, près de Mossoul. L'inscription gravée sur son tombeau est en garshouni, c'est-à-dire en arabe écrit en caractères syriaques.
Il a créé une résidence épiscopale, un oratoire et un hospice à Tabriz. Antérieurement, pendant son mandat de maphrien, il avait fondé un monastère jacobite à Bartella, près de Mossoul.
Bar Hebraeus est avec le nestorien Ébedjésus de Nisibe l'un des derniers écrivains importants de langue syriaque ; son l'œuvre est aussi en partie rédigée en arabe.
Il est considéré comme un saint par l'Église syriaque orthodoxe.

## Origine juive supposée
Le nom Bar Hebraeus, sous lequel il est connu en Europe, a été interprété comme signifiant “Fils de l'Hébreu”, ce qui a conduit à supposer que son père Aaron (ou Haroun), médecin distingué de Mélitène, était un Juif converti au christianisme. 
Quoique acceptée par la plupart des encyclopédies, cette interprétation est rejetée par Jean Fathi-Chelhod, qui soutient que “Hebraeus” est une maladroite latinisation de “Bar 'Ebroyo”, qui signifie que ses ascendants étaient originaires d'un village appelé 'Ebro, situé au bord de l'Euphrate à proximité de Mélitène.

## Œuvre
Voici la liste des principaux ouvrages connus de Bar Hebraeus (en langue syriaque) :
- La Crème de la sagesse (Hewath hekhmtho), grande encyclopédie aristotélicienne où se manifeste l'héritage d'Avicenne (et d'autres auteurs de langue arabe). La Crème de la sagesse est divisée en trois parties : une sur la logique ; une autre sur la science de la nature (y compris la psychologie) ; une troisième divisée en deux sections, dont la première traite de la métaphysique et de la théologie, la seconde de l'éthique, de l'économie et de la politique ;
- Le Commerce des commerces (Teghrath teghrotho), résumé du précédent ;
- Le Livre des pupilles (des yeux) (Kthovo dh-vovotho), court traité de logique aristotélicienne ;
- Le Livre de la voix de la sagesse (Kthovo dh-sawt sofia), traité de physique et de métaphysique ;
- L'Ascension intellectuelle (Suloqo hawnonoyo), traité d'astronomie et de cosmographie, tiré de son cours sur Ptolémée à Maragha[4] ;
- Le Livre des élucidations (Kthovo dh-ṣemḥé), qui est une grammaire du syriaque ;
- Le Magasin des mystères (Awsar rozé), commentaire à la fois philologique et doctrinal de l'ensemble de la Bible ;
- la Chronique (Makhtbonuth zavné), qui est divisée en deux grandes parties : 
  - une Chronique civile (appelée en latin Chronicon Syriacum), qui est une chronique universelle divisée en onze sections : les Patriarches bibliques, les Juges, les rois hébreux, les Chaldéens, les Mèdes, les Perses, les Grecs, l'Empire romain, l'Empire byzantin, les Arabes et les Mongols. Tout ce qui, dans cette chronique, est antérieur à la fin du XIIe siècle est recopié ou résumé de la Chronique universelle du patriarche Michel le Syrien ; l'œuvre n'a donc d'originalité et d'intérêt que pour l'histoire du XIIIe siècle (essentiellement la section consacrée aux Mongols). Jusqu'en 1260, Bar-Hebraeus s'inspire de l'historien persan Ala al-Din al-Juwani, compagnon et biographe d'Houlagou (et gouverneur de l'Irak et du Khouzestan), auteur de l'Histoire du conquérant du monde et d'autre part d'une chronique consacrée aux Mongols et au royaume de Khwarezm (mort en 1283). Il connut également très bien Shams al-Din, frère d'al-Juwani, gouverneur de Bagdad (mort en 1284), auteur d'une Histoire merveilleuse des royaumes des Seldjoukides, des Khwarezmiens, des Ismaéliens et des Mongols en langue persane;
  - une Chronique ecclésiastique (Chronicon ecclesiasticum), qui est composée des histoires, traitées séparément, des Églises jacobite et nestorienne ; l'histoire du maphrianat jacobite est traitée avec celle de l'Église nestorienne, et intègre l'histoire de son propre mandat, ce qui constitue une partie autobiographique; l'auteur ne considérait pas que les deux Églises s'opposaient doctrinalement, et il ne regardait pas les nestoriens comme des hérétiques ; après sa mort, son frère Bar Sauma, qui fut son successeur comme maphrien, continua cette Chronique jusqu'en l'an 1288, et en retoucha quelque peu le texte (c'est ce Bar Sauma qui a raconté les circonstances de la mort de son frère) ; un anonyme a continué l'histoire de l'Église jacobite jusqu'en 1495 ;
- Le Candélabre du sanctuaire (Mnorath qudhché), exposé en douze livres de la doctrine chrétienne ;
- Le Livre des rayons (de lumière) (Kthovo dh-zalgué), résumé du précédent ;
- Le Livre de l'éthique (Kthovo dh-ithiqon), traité de théologie morale ;
- Le Livre de la colombe (Kthovo dh-yawno), guide de la vie ascétique.

On peut ajouter à ces ouvrages principaux d'autres textes traitant de grammaire, de mathématiques, d'astronomie, de géographie, de médecine, etc., un recueil d'historiettes et des poèmes.
De plus, Bar Hebraeus a réalisé lui-même une version abrégée et retouchée en arabe de sa Chronique, intitulée L'Histoire abrégée des dynasties (Tārīkh Mukhtaṣar al-Duwal). Il a écrit quelques traités en arabe, et il a aussi traduit des textes arabes en syriaque.
Il est en outre l'auteur d'un code de droit canonique (Nomocanon, ou Kthovo dha-hudoyé, i.e. Livre des directions) de l'Église jacobite.

## Éditions des textes
- Gregorius Barhebraeus, Chronicon Ecclesiasticum, syriaque et latin, éd. J.-B. Abbeloos et T. J. Lamy, 3 vol., Louvain, 1872-77.
- Gregorius Barhebraeus, Kthovo d-makhtbonuth zavné / Chronicon Syriacum, syriaque et latin, éd. Paul Bedjan, Maisonneuve, Paris, 1890.
- E. A. Wallis Budge (éd.), The Chronography of Gregory Abu'l-Faragd (1225-1286) (Chronicon Syriacum), 2 vol. (I : traduction anglaise ; II : fac-similé du texte syriaque), Londres, 1932, réimpr. Amsterdam, 1976.
- Antoun Salhani (éd.), Tārīkh Mukhtaṣar al-Duwal (Histoire abrégée des dynasties), texte arabe, al-Maṭba'a al-Kathūlīkiya, Beyrouth, Imprimerie catholique, 1890, réimpr. 1958.
- Ethicon seu Moralia Gregorii Barhebraei (Ethicon et Livre de la Colombe), éd. Paul Bedjan, Paris et Leipzig, 1898.
- Barhebraei Nomocanon, éd. Paul Bedjan, Paris, 1898.
- François Nau (éd.), Le livre de l'ascension de l'esprit sur la forme du ciel et de la terre, syriaque et français, Bibliothèque de l'École des Hautes Études, Paris 1899. (sur Gallica)
- Jean-Pierre Paulin Martin (éd.), Œuvres grammaticales d'Aboulfaradj dit Bar Hebreus, texte et commentaire, Maisonneuve, Paris, 1872.
- Grégoire Aboulfaradj, Le candélabre du sanctuaire, éd. J. Bakos, Livres 1 et 2 : PO 110 (t. 22, fasc. 4), 118 (t. 24, fasc. 3) ; éd. F. Graffin, PO 133 (t. 27, fasc. 4) ; éd. M. Albert, PO 144 (t. 30, fasc. 2) ; éd. A. Torbey, PO 146 (t. 30, fasc. 4) ; éd. J. Khoury, PO 148 (t. 31, fasc. 1) ; éd. E Zigmund-Cerbü, PO 164 (t. 35, fasc. 2); éd. N. Sed, PO 184 (t. 40, fasc. 3), avec le traité X du Livre des rayons, 188 (t. 41, fasc. 3) ; éd. P.-H. Poirier, PO 194 (t. 43, fasc. 2).
- Philippe Talon éd. et trad., La chronographie de Bar Hebraeus. Ktābā dmaktbānut zabnē. L'histoire du monde d'Adam à Kubilai Khan, Fernelmont (Belgique), 2013.